# کازوهیتو ساکائه
کازوهیتو ساکائه (انگلیسی: Kazuhito Sakae؛ زادهٔ ۱۹ ژوئن ۱۹۶۰) کشتی‌گیر اهل ژاپن بود.
وی در مسابقات کشوری و بین‌المللی در مجموع برندهٔ ۲ مدال طلا، ۲ مدال نقره، ۱ مدال برنز شده‌است.